# Apicjusz

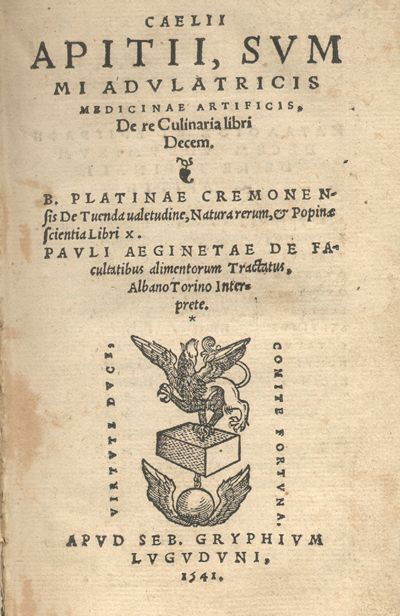
Apicius, De Re Culinaria (Leiden: Sebastianus Gryphium), 1541.

Apicjusz (I w. n.e., łac. Apicius) – przydomek rzymskiego autora księgi kucharskiej (De re coquinaria libri X — O sztuce kucharskiej ksiąg 10) z czasów Augusta i Tyberiusza. Prawdziwe imię autora brzmi: Marcus Gavius (Marek Gawiusz). Do naszych czasów ta antyczna książka kucharska dotrwała w formie z IV wieku. Zawiera szereg terminów greckojęzycznych, a jej przepisy obejmują zarówno wymagających, jak i mniej wymagających smakoszów, co może świadczyć o kompilacji dzieła. Dzięki temu bezcennemu dziełu poznajemy bogactwo starożytnych potraw i diety, której wpływ odnajdujemy jeszcze w późnym średniowieczu.
Dzieło Apicjusza przetrwało w postaci zredagowanego 300 lat później zbioru 468 przepisów.
Sam Apicjusz miał roztrwonić swój majątek na wystawne uczty. To on miał rozpocząć praktykę łączenia smaków słodkich i słonych, zanikłą w średniowieczu. Wyposażył specjalny statek, służący do połowu homarów u wybrzeży Libii. Abitny i wytworny, popadł w depresję. Seneka podaje, że otruł się z obawy przed wierzycielami, wypijając kielich z trucizną, choć w chwili śmierci pozostało mu 10 mln sesterców, których wartość szacuje się dziś na 20 mln euro.